# Kokoko
Kokoko (russisk: Кококо) er en russisk spillefilm fra 2012 af Avdotja Smirnova.

## Medvirkende
- Anna Mikhalkova som Lisa
- Jana Trojanova som Vika
- Anna Parmas
- Julija Snigir som Natasja
- Konstantin Sjelestun som Kirill